# Cynea
Cynea is een geslacht van vlinders van de familie dikkopjes (Hesperiidae), uit de onderfamilie Hesperiinae.

## Soorten
- C. anthracinus (Mabille, 1877)
- C. bistricula (Herrich-Schäffer, 1869)
- C. conta Mielke, 1968
- C. corisana (Möschler, 1882)
- C. corope (Herrich-Schäffer, 1869)
- C. cynea (Hewitson, 1876)
- C. cyrus (Plötz, 1883)
- C. diluta (Herrich-Schäffer, 1869)
- C. fista Evans, 1955
- C. hycsos (Mabille, 1891)
- C. iquita (Bell, 1941)
- C. irma (Möschler, 1878)
- C. megalops (Godman, 1900)
- C. melius (Geyer, 1852)
- C. nigricola Freeman, 1969
- C. popla Evans, 1955
- C. robba Evans, 1955
- C. trimaculata (Herrich-Schäffer, 1869)
- C. ulrica (Plötz, 1882)